# Giannīs Gianniōtas
Giannīs Gianniōtas (in greco Γιάννης Γιαννιώτας?; Arnaia, 29 aprile 1993) è un calciatore greco, centrocampista o attaccante dell'Arīs Salonicco.

## Statistiche

### Presenze e reti nei club
Statistiche aggiornate al 23 febbraio 2017.
| Stagione              | Squadra               | Campionato            | Campionato | Campionato | Coppe nazionali | Coppe nazionali | Coppe nazionali | Coppe continentali | Coppe continentali | Coppe continentali | Altre coppe | Altre coppe | Altre coppe | Totale | Totale |
| Stagione              | Squadra               | Comp                  | Pres       | Reti       | Comp            | Pres            | Reti            | Comp               | Pres               | Reti               | Comp        | Pres        | Reti        | Pres   | Reti   |
| --------------------- | --------------------- | --------------------- | ---------- | ---------- | --------------- | --------------- | --------------- | ------------------ | ------------------ | ------------------ | ----------- | ----------- | ----------- | ------ | ------ |
| 2011-2012             | Arīs Salonicco        | SL                    | 19         | 3          | CG              | 1               | 0               | -                  | -                  | -                  | -           | -           | -           | 20     | 3      |
| 2012-2013             | Arīs Salonicco        | SL                    | 26         | 5          | CG              | 2               | 1               | -                  | -                  | -                  | -           | -           | -           | 28     | 6      |
| Totale Arīs Salonicco | Totale Arīs Salonicco | Totale Arīs Salonicco | 45         | 8          |                 | 3               | 1               |                    | -                  | -                  |             | -           | -           | 48     | 9      |
| 2013-2014             | F. Düsseldorf         | ZL                    | 8          | 1          | CG              | 0               | 0               | -                  | -                  | -                  | -           | -           | -           | 8      | 1      |
| 2014-2015             | Asteras Tripolis      | SL                    | 27+4       | 4          | CG              | 3               | 2               | UEL                | 5                  | 0                  | -           | -           | -           | 39     | 6      |
| 2015-gen. 2016        | Olympiacos            | SL                    | 0          | 0          | CG              | 1               | 0               | UCL                | 0                  | 0                  | -           | -           | -           | 1      | 0      |
| gen.-giu. 2016        | APOEL                 | AK                    | 9+8        | 1+4        | CC              | 3               | 0               | -                  | -                  | -                  | SC          | -           | -           | 20     | 5      |
| 2016-2017             | APOEL                 | AK                    | 20         | 5          | CC              | 2               | 0               | UCL+UEL            | 4+8                | 1+2                | SC          | 1           | 0           | 35     | 8      |
| Totale APOEL          | Totale APOEL          | Totale APOEL          | 29+8       | 6+4        |                 | 5               | 0               |                    | 12                 | 3                  |             | 1           | 0           | 55     | 13     |
| Totale carriera       | Totale carriera       | Totale carriera       | 109+12     | 19+4       |                 | 12              | 3               |                    | 17                 | 3                  |             | 1           | 0           | 151    | 29     |

### Cronologia presenze e reti in nazionale
| Cronologia completa delle presenze e delle reti in nazionale ― Grecia | Cronologia completa delle presenze e delle reti in nazionale ― Grecia | Cronologia completa delle presenze e delle reti in nazionale ― Grecia | Cronologia completa delle presenze e delle reti in nazionale ― Grecia | Cronologia completa delle presenze e delle reti in nazionale ― Grecia | Cronologia completa delle presenze e delle reti in nazionale ― Grecia | Cronologia completa delle presenze e delle reti in nazionale ― Grecia | Cronologia completa delle presenze e delle reti in nazionale ― Grecia |
| Data                                                                  | Città                                                                 | In casa                                                               | Risultato                                                             | Ospiti                                                                | Competizione                                                          | Reti                                                                  | Note                                                                  |
| --------------------------------------------------------------------- | --------------------------------------------------------------------- | --------------------------------------------------------------------- | --------------------------------------------------------------------- | --------------------------------------------------------------------- | --------------------------------------------------------------------- | --------------------------------------------------------------------- | --------------------------------------------------------------------- |
| 29-3-2015                                                             | Budapest                                                              | Ungheria                                                              | 0 – 0                                                                 | Grecia                                                                | Qual. Euro 2016                                                       | -                                                                     | 77’                                                                   |
| 4-6-2016                                                              | Sydney                                                                | Australia                                                             | 1 – 0                                                                 | Grecia                                                                | Amichevole                                                            | -                                                                     | 74’                                                                   |
| 1-9-2016                                                              | Eindhoven                                                             | Paesi Bassi                                                           | 1 – 2                                                                 | Grecia                                                                | Amichevole                                                            | 1                                                                     | 56’                                                                   |
| 6-9-2016                                                              | Faro                                                                  | Gibilterra                                                            | 1 – 4                                                                 | Grecia                                                                | Qual. Mondiali 2018                                                   | -                                                                     | 62’                                                                   |
| 9-11-2016                                                             | Atene                                                                 | Grecia                                                                | 0 – 1                                                                 | Bielorussia                                                           | Amichevole                                                            | -                                                                     | 68’                                                                   |
| 13-11-2016                                                            | Atene                                                                 | Grecia                                                                | 1 – 1                                                                 | Bosnia ed Erzegovina                                                  | Qual. Mondiali 2018                                                   | -                                                                     | 61’                                                                   |
| 10-10-2017                                                            | Atene                                                                 | Grecia                                                                | 4 – 0                                                                 | Gibilterra                                                            | Qual. Mondiali 2018                                                   | 1                                                                     | 74’                                                                   |
| 12-11-2017                                                            | Atene                                                                 | Grecia                                                                | 0 – 0                                                                 | Croazia                                                               | Qual. Mondiali 2018                                                   | -                                                                     | 59’                                                                   |
| 27-3-2018                                                             | Zurigo                                                                | Egitto                                                                | 0 – 1                                                                 | Grecia                                                                | Amichevole                                                            | -                                                                     | 64’                                                                   |
| Totale                                                                |                                                                       | Presenze                                                              | 9                                                                     |                                                                       | Reti                                                                  | 2                                                                     |                                                                       |

## Palmarès

### Club

#### Competizioni nazionali
- Campionato cipriota: 2

APOEL: 2015-2016, 2016-2017